# Ratanapol Sor Vorapin
Ratanapol Sor Vorapin (* 6. Juni 1974 in Amphoe Dan Khun Thot, Thailand) ist ein ehemaliger thailändischer Boxer im Strohgewicht. 

## Profikarriere
Im Jahre 1990 begann er erfolgreich seine Profikarriere. Am 10. Dezember 1992 boxte er gegen Manny Melchor um den Weltmeistertitel des Verbandes IBF und gewann nach Punkten. Diesen Gürtel verteidigte er insgesamt 13 Mal und hielt bis 15. März 1996.
Am 18. Mai desselben Jahres errang er den inzwischen vakant gewordenen IBF-Weltmeistertitel wieder, als er Jun Arlos einstimmig nach Punkten bezwang. Diesmal verteidigte er den Gürtel insgesamt sechs Mal und verlor ihn in seiner siebten Titelverteidigung gegen Zolani Petelo durch technischen K. o. in Runde 4.
Im Jahre 2009 beendete er seine Karriere.